# Edward Rudge

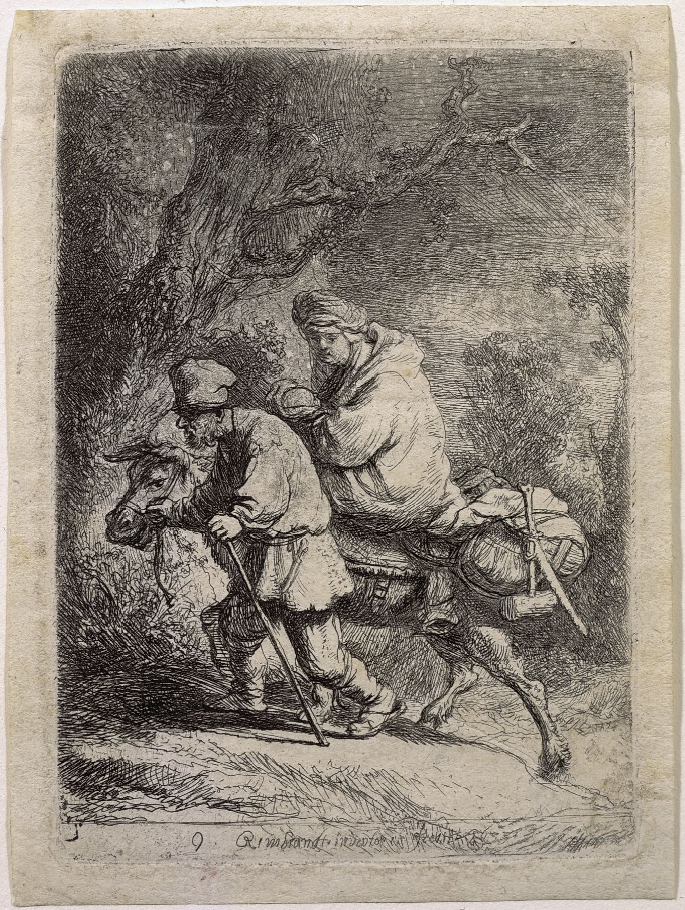
Fuga in Egitto di Rembrandt, appartenuto alla collezione di Rudge

Edward Rudge (Salisbury, 27 giugno 1763 – Evesham, 3 settembre 1846) è stato un botanico e antiquario inglese.

## Biografia
Era figlio di Edward Rudge, un mercante e funzionario comunale di Salisbury, proprietario di ampie porzioni della abbazia di Evesham.
Si iscrisse al Queen's College di Oxford l'11 ottobre 1781, ma non giunse mai ad ottenere la laurea. Il suo interesse si indirizzò presto sulla botanica, attraverso l'influenza dello zio, Samuel Rudge (morto nel 1817), un avvocato in pensione, che aveva realizzato un erbario, che passò al nipote. L'incoraggiamento di suo zio e l'acquisto di una bella serie di piante dalla Guiana, raccolte da M. Martin, portò Rudge a studiare la flora di quel paese e a pubblicare, tra il 1805 e il 1807,  Plantarum Guianæ rariorum icones et descriptiones hactenus ineditæ, fol. London.
Tra il 1811 e il 1834 condusse una serie di scavi in quelle parti della Evesham Abbey tenute sotto il suo controllo, e comunicò i risultati alla Society of Antiquaries of London, che inserì le rovine e i reperti scoperti in Vetusta Monumenta accompagnandoli con un libro di memorie dal figlio di Rudge. Nel 1842 eresse una torre ottagonale sul campo di battaglia di Evesham, commemorativo di Simon de Montfort, conte di Leicester.
Rudgevenne eletto membro della Society of Antiquaries, della Linnean Society nel 1802 e della Royal Society nel 1805. Nel 1829 venne nominato High Sheriff of Worcestershire.
Si sposò due volte e morì a Abbey Manor House, Evesham, il 3 settembre 1846. Un genere dell'ordine botanico delle Rubiaceae venne denominato Rudgea in suo onore da Richard Anthony Salisbury nel 1806 (Trans. of Linn. Soc. viii. 326).
Oltre al lavoro sopra citato, Rudge è stato autore di sette manoscritti botanici per la Royal e Linnean society e di numerosi articoli in Archaeologia. Uno di questi è Description of Seven New Species of Plants from New Holland.
Suo figlio, Edward John Rudge, M.A. (1792–1861), del Caius College di Cambridge e avvocato, fu socio della Society of Antiquaries e autore di Some Account of the History and Antiquities of Evesham, 1820, e Illustrated and Historical Account of Buckden Palace, 1839.